# Mitsubishi-Ichigokan-Museum

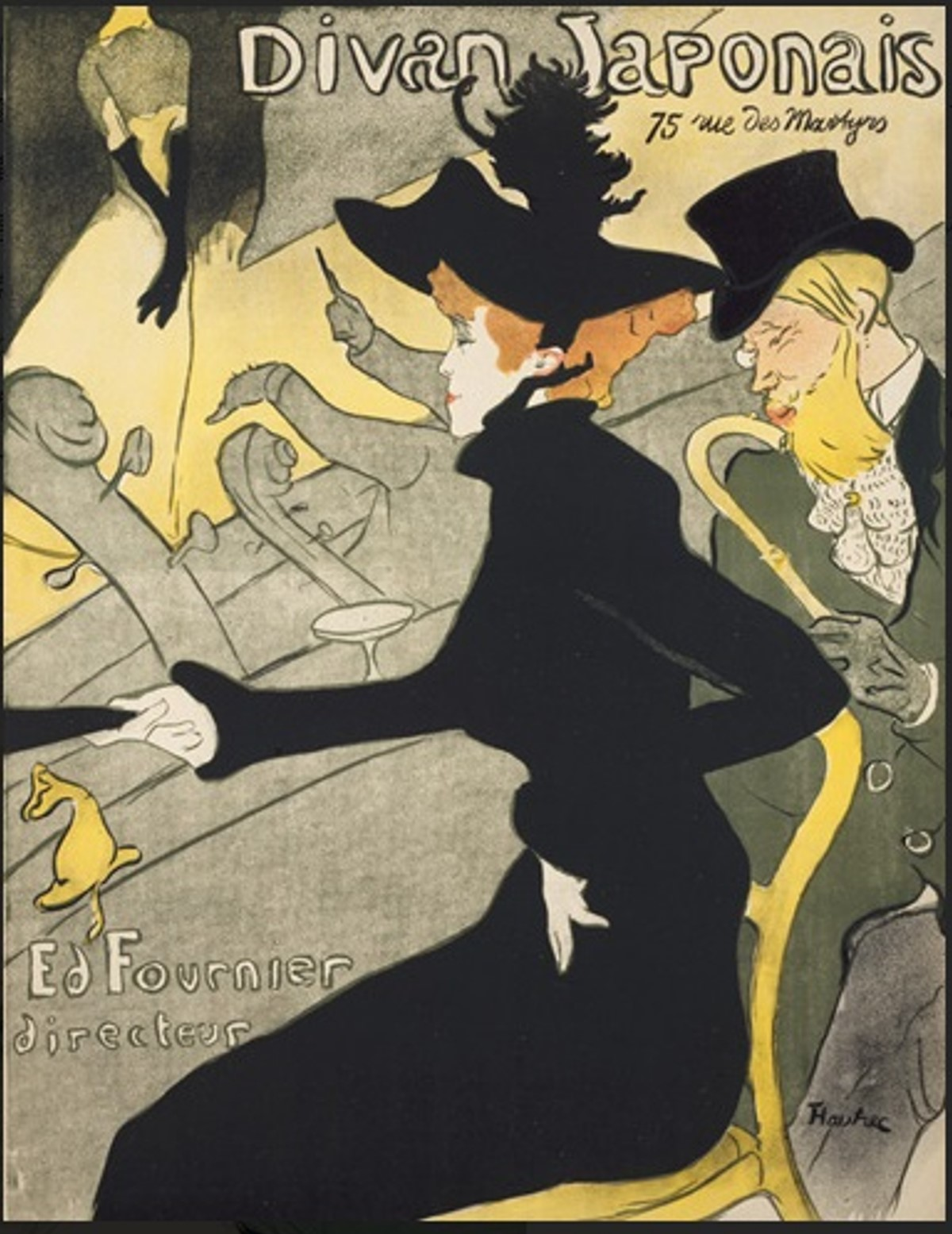
Toulouse-Lautrec: Plakat

Das Mitsubishi-Ichigokan-Kunstmuseum (japanisch 三菱一号館美術館, Mitsubishi Ichigōkan Bijutsukan) ist ein Museum im Stadtteil Marunouchi in Tokio, das 2009 fertiggestellt und am 6. April 2010 eröffnet wurde. Die Sammlung umfasst vor allem französische Kunst des 19. Jahrhunderts.

## Gebäude
Das Gebäude ist ein Nachbau des originalen, 1894 erbauten „Haus No. 1“ („Ichigōkan“) der Hauptverwaltung des Mitsubishi-Konzerns im Marunouchi-Bezirks in Tokio. Architekt war der in Japan wirkende Engländer Josiah Conder. Der ursprüngliche Bau wurde 1968 abgerissen und – wie die anderen Gebäude aus der Zeit auch – durch Stahl- und Glasbauten ersetzt.
Bei der Wiedererrichtung des Gebäudes als Betonbau folgte man den alten Plänen vor allem für die Außenfassade aus rotem Backstein, für die damals das ganze Viertel berühmt war. Auch innen folgte man weitgehend der alten Raumaufteilung. So erstreckt sich die Kunst-Ausstellung über 20 verhältnismäßig kleine Räume in drei Etagen. Die Gesamtfläche beträgt 6000 m², die Museumsräume belegen davon 800 m². Eine Reihe von Details wurde reproduziert, so die Treppengeländer des Treppenhauses. Das Gebäude verfügt über zwei Etagen unter der Erde.
Das Museum veranstaltet regelmäßig Ausstellungen mit ergänzenden Leihgaben. Zum Museum gehören auch ein Laden und ein Café. Der Hinterhof, als Grünanlage angelegt, lädt zum Verweilen ein.

## Die Sammlung
Die Sammlung gliedert sich wie folgt:
- Maurice-Joyant-Sammlung (Ehem. Sammlung von Toulouse-Lautrec, 250 Blätter).
- Originale Plakate und Farblithographien (100 Blätter, u. a. von Bonnard, Gauguin).
- „John und Miyoko Unno Davey“-Sammlung (Porzellan u. a. im Stil des Japonismus, 180 Stück).
- Félix Vallotton: Gemälde „Park am Abend“, 180 Holzschnitte.
- Wichtige Literatur zum Japonismus.

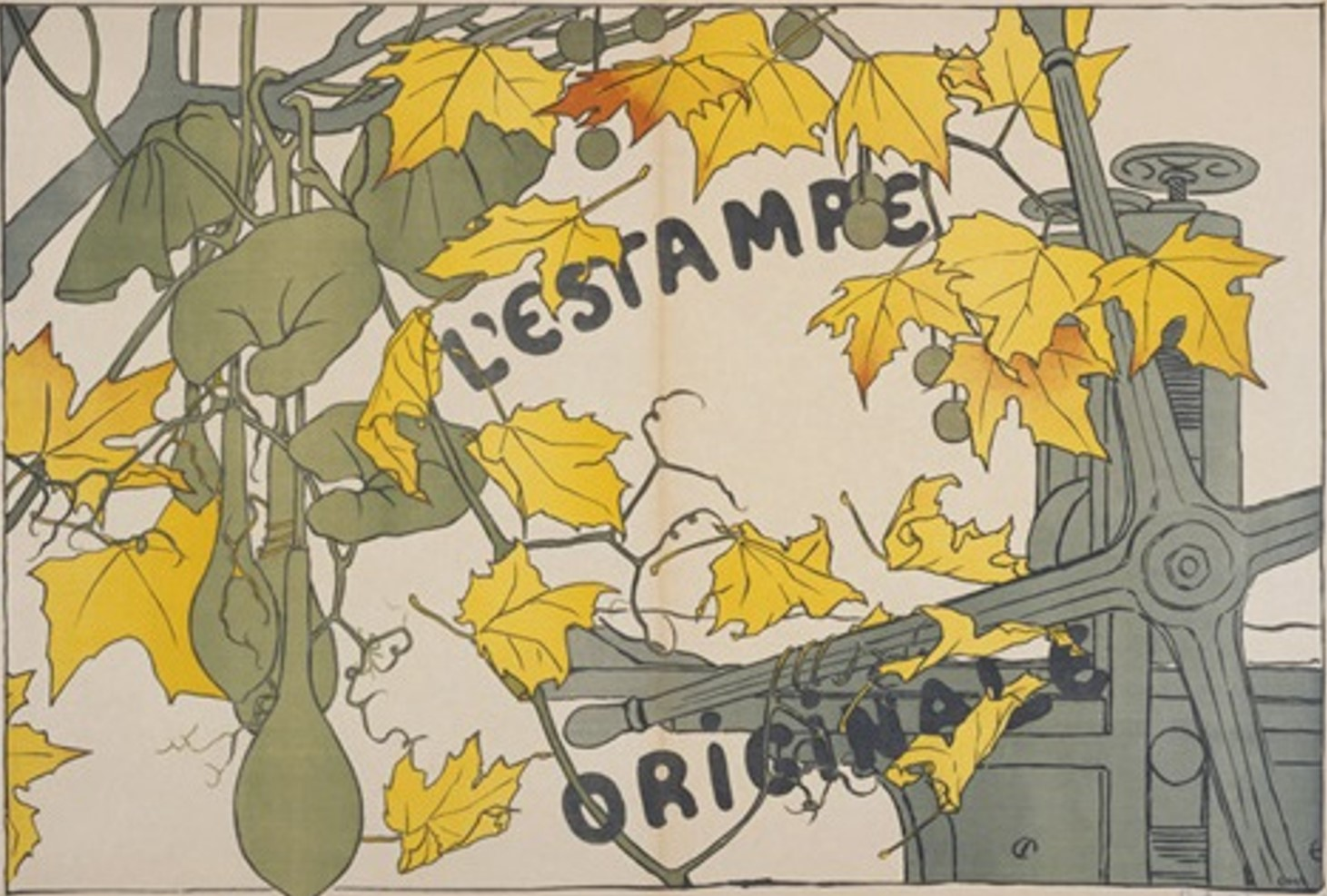
C. Martin: Plakat 1994
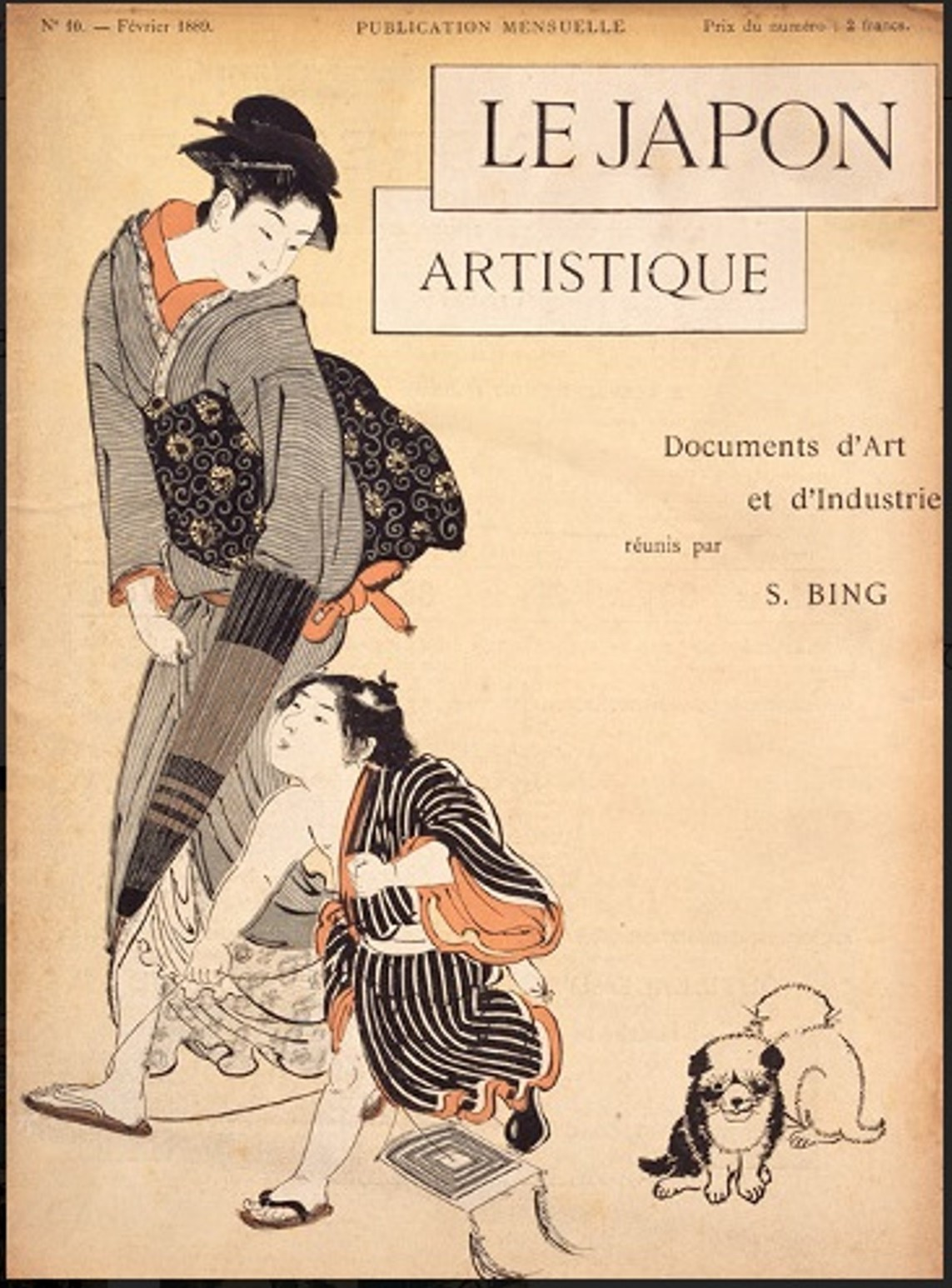
Magazin „Japon Artistique“
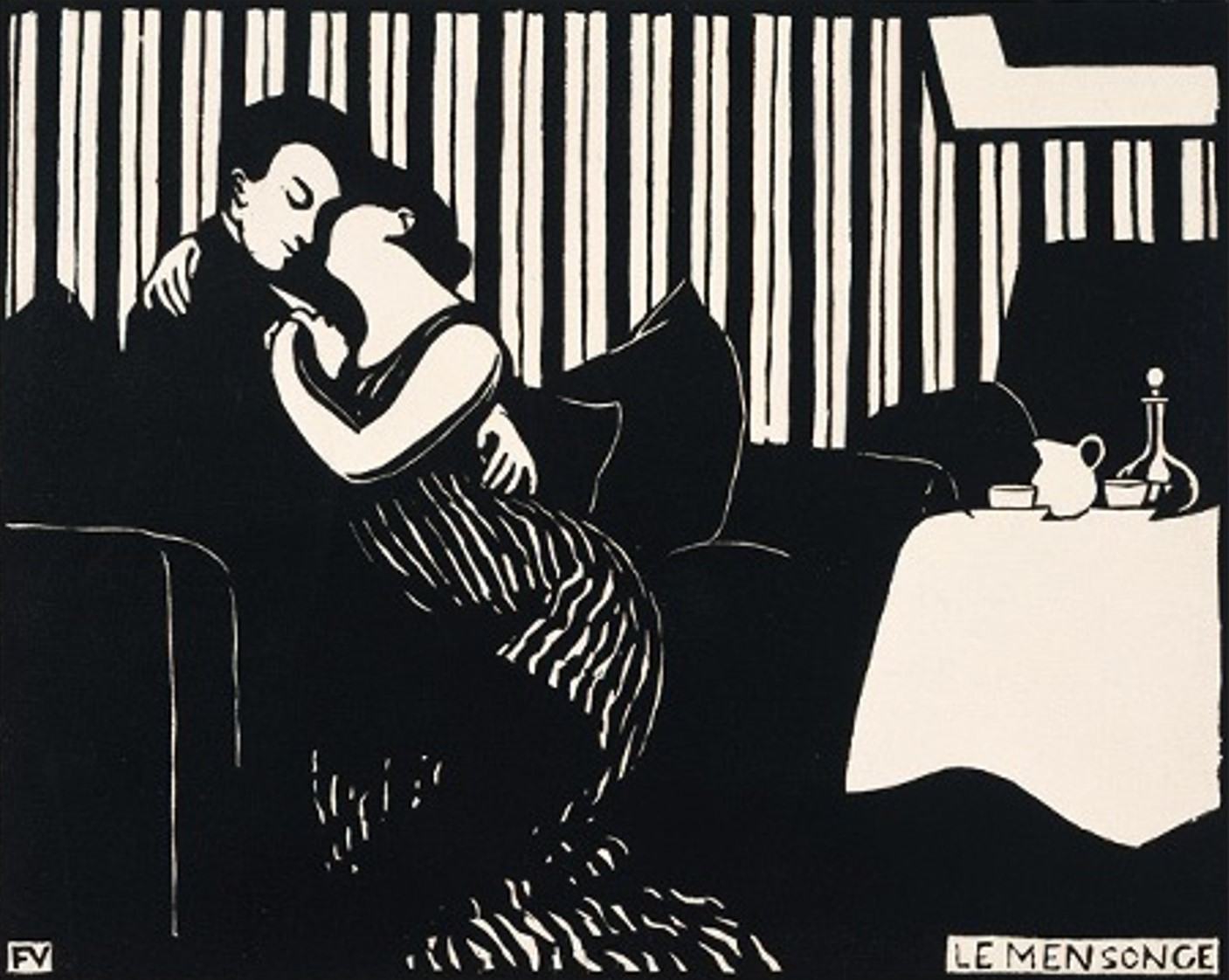
Vallotton: „Die Lüge“
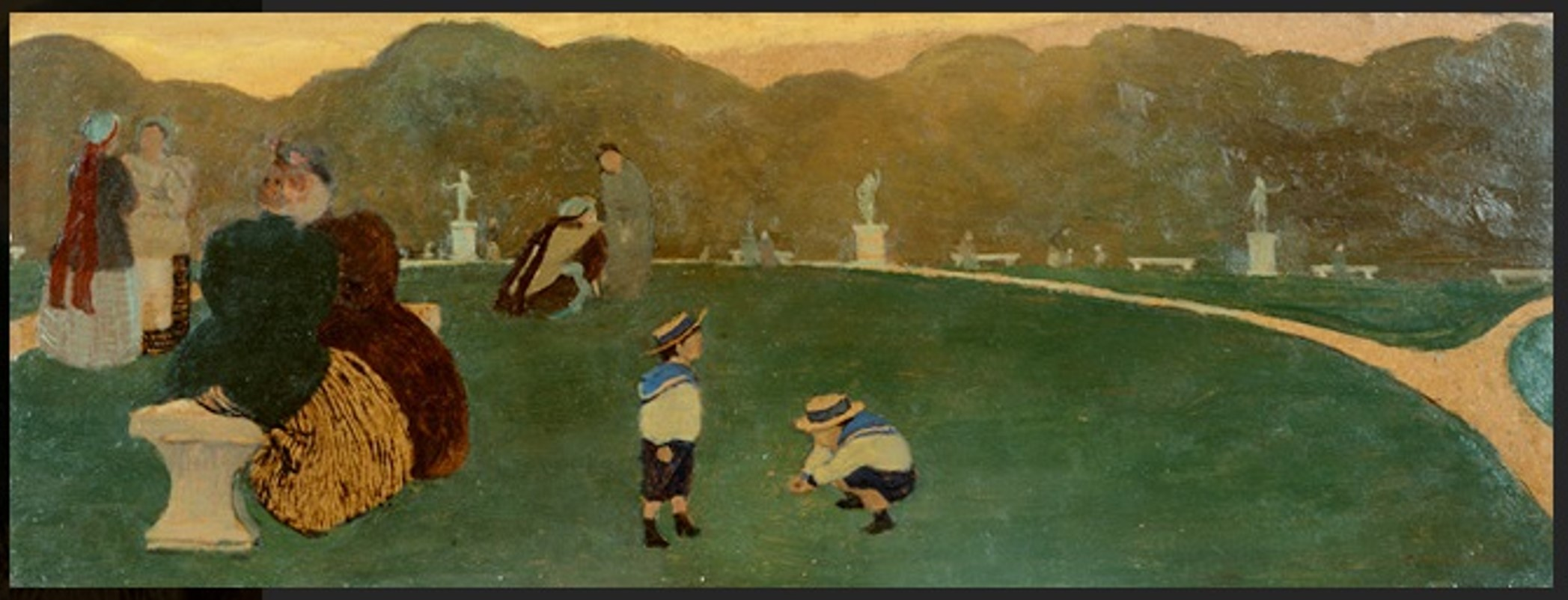
Vallotton: „Abend im Park“